# Doechii
Doechii (рус. Доучи; настоящее имя — Джейла Джаймия Хикмон; англ. Jaylah Ji'mya Hickmon; род. 14 августа 1998, Тампа, Флорида, США) — американская рэп-исполнительница и автор песен. Она стала известна благодаря вирусному успеху своего трека Yucky Blucky Fruitcake 2021 года на TikTok. Она подписала контракт с Top Dawg Entertainment в совместном предприятии с Capitol Records для выпуска своего дебютного мини-альбома She / Her / Black Bitch (2022). Её сингл 2023 года «What It Is (Block Boy)»(при участии Kodak Black) стал её первым попаданием в Billboard Hot 100 и был сертифицирован как платиновый по версии Recording Industry Association of America (RIAA).
Doechii выпустила третий микстейп, Alligator Bites Never Heal (2024), который получил в целом положительные отзывы и выиграл премию «Лучший рэп-альбом» на 67-й церемония «Грэмми»; это сделало её третьей женщиной-исполнительницей, получившей эту награду. Микстейп также принес ей второе попадание в Billboard Hot 100 с треком «Denial Is a River».
Doechii была номинирована на три Grammy Awards, два MTV Video Music Awards, один BET Award и два Soul Train Music Awards. В 2023 году она получила премию Rising Star Award от Billboard Women in Music.

## Биография

### Ранние годы
Родилась 14 августа 1998 года в Тампа, Флорида, где и выросла. Её отец и дядя были рэперами, хотя профессионально записывал только отец. У неё есть младшие сёстры-близнецы. Она описывает свое воспитание как христианское. Doechii посещала Howard W. Blake High School и с детства занималась балетом, современными танцами, актёрским мастерством, черлидингом, гимнастикой и игрой в футбол. Она планировала стать профессиональной хоровой певицей, пока друг не посоветовал ей начать самостоятельно производить и выпускать свою музыку онлайн, как независимый артист.

### Карьера
Начала писать поэзию и рэп ещё в старших классах школы, а к 2014 году уже занималась созданием музыки. Doechii выпустила свой дебютный трек Girls на SoundCloud в 2016 году под именем Iamdoechii. Однажды она продавала худи с надписью «Stay woke. Stay black.» в знак протеста против полицейской жестокости, но получила негативную реакцию.
Один из первых проектов Doechii, Coven Music Session, Vol. 1, был выпущен в 2019 году, а её дебютный EP Oh the Places You’ll Go был профинансирован самостоятельно и выпущен в 2020 году.
Её работу описывали Rolling Stone как смесь поп музыки, танцевальной музыки и хип-хопа. Сингл «Yucky Blucky Fruitcake» с EP, выпущенного в сентябре 2020 года, был вдохновлён чтением книги The Artist's Way и стал вирусным на TikTok в 2021 году, привлекая внимание рекорд-лейблов.
Также в 2021 году она выпустила свой второй EP, Bra-Less; её можно услышать в треке «Wat U Sed» рэпера Isaiah Rashad с его альбома The House Is Burning, который она исполнила вместе с Rashad на 2021 BET Hip Hop Awards; она также была ведущим артистом во время тура SZA в 2021 году. В марте 2022 года её подписали на Capitol Records при участии Криса Тернера и Top Dawg Entertainment, что сделало её первой женской рэп-исполнительницей на данном лейбле.
В том же месяце она выпустила сингл Persuasive, свой первый трек, опубликованный через Top Dawg, и появилась как участница в треке Давида Гетта и Афроджека «Trampolin», вместе с Мисси Эллиот и Bia.
В апреле 2022 года она выпустила песню «Crazy» с клипом. Её второй EP, являющийся первым релизом на крупном лейбле — She / Her / Black Bitch — был выпущен 5 августа 2022 года. Её выступление в июле 2022 года с песней «Persuasive» было номинировано на категорию Push Performance of the Year на Церемонии MTV Video Music Awards (2022).
Doechii выступила на 22-м фестивале музыки и искусств Coachella Valley в апреле 2023 года.
Также в 2023 году она дебютировала в актёрской карьере в драматическом фильме Эрт мама, режиссёра Саванны Лиф.
В августе 2024 года Doechii выпустила свой третий микстейп Alligator Bites Never Heal, получивший признание критиков. Pitchfork назвал его «самым амбициозным и музыкально разнообразным релизом», наполненным «игривыми и мелодичными сторонами без ущерба для жесткого хип-хопа».
В октябре 2024 года Doechii приняла участие в треке «Balloon» из альбома Chromakopia рэпера Tyler, the Creator.
Также Doechii участвовала в треке I'm His, He's Mine из альбома 143 певицы Кэти Перри.
Doechii появилась в качестве гостевого судьи в январском эпизоде 17-го сезона королевских гонок Ру Пола, а её трек «Alter Ego» был использован в баттле по lip-sync. Выступление песни привело к значительному росту позиций в чартах на стриминговых платформах.

## Достижения
Doechii была номинирована на награды «Лучший новый артист» и «Лучшее рэп-выступление», а также выиграла награду за «Лучший рэп-альбом» на «Грэмми» 2025 года.
Она также получила несколько номинаций на NAACP Image Awards 2025 года, включая номинации за «Выдающегося нового артиста», «Выдающуюся женскую артистку», «Выдающееся музыкальное видео/визуальный альбом» и «Выдающийся альбом».
Журнал Variety назвал её в 2024 году «Разрушитель хип-хопа года» в категории «Хитмейкеры».

## Музыкальный стиль
Rolling Stone описали манеру подачи рэпа Doechii как «оживлённую», а повествования в её песнях — как «странные». Её музыку критики сравнивают с творчеством Nicki Minaj, Doja Cat, Мисси Эллиот и Азилии Бэнкс. Она описывает свою музыку как «альтернативный хип-хоп». Она назвала Никки Минаж, Лорина Хилла, Канье Уэста, Tyler, The Creator, Кендрика Ламара и SZA своими основными музыкальными влияниями.
Она также выражала восхищение такими артистами, как Trick Daddy, Grace Jones, Paramore, Madonna, KRS-One и MF Doom.

## Личная жизнь
В настоящее время Doechii проживает в Лос-Анджелесе. До пандемии COVID-19 жила в Нью-Йорке и публиковала YouTube-влоги о своей повседневной жизни в тот период.
Doechii — бисексуалка. В интервью 2024 года с Джо Бадденом она рассказала, что наконец отказалась от алкоголя после многих лет злоупотребления.

## Дискография

### Микстейпы
- Coven Music Session, Vol. 1 (2019)
- Oh the Places You’ll Go (2020)
- Alligator Bites Never Heal (2024)

### Мини-альбомы
- Bra-Less (2021)
- She / Her / Black Bitch (2022)

## Фильмография
| Год  |   | Русское название | Оригинальное название | Роль  |
| ---- | - | ---------------- | --------------------- | ----- |
| 2023 | ф | Мать-Земля       | Earth Mama            | Трина |